# 菊地大稀
菊地 大稀（きくち たいき、1999年6月2日 - ）は、新潟県佐渡郡真野町（現：佐渡市）出身のプロ野球選手（投手）。右投左打。読売ジャイアンツ所属。

## 経歴

### プロ入り前
佐渡市立真野小学校1年時に真野ファイターズで野球を始め、佐渡市立真野中学校3年時には佐渡市選抜のメンバーとして離島甲子園に出場した。
新潟県立佐渡高等学校では1年夏からベンチ入り。3年春の県大会は4回戦に進出したが、3年夏の県大会は初戦敗退し、甲子園に出場することはできなかった。最速145km/hの剛腕として注目を集め、プロ志望届を提出し9球団から調査書が届いたものの、ドラフトでは指名漏れとなった。
進学した桐蔭横浜大学では1年秋の右肘のクリーニング手術、3年春のコロナ禍の影響によるリーグ戦中止などもあり、4年春までの勝ち星は4勝にとどまったが、最終シーズンとなる4年秋は神奈川大学を14奪三振で完封するなど4勝を挙げ、最優秀投手とベストナインに選ばれた。
2021年10月11日に行われたプロ野球ドラフト会議において、読売ジャイアンツから育成選手ドラフト6巡目で指名を受けた。佐渡島出身者としては初のドラフト指名となった。11月22日に支度金290万円、年俸400万円（金額は推定）で仮契約を結んだ。背番号は019。

### 巨人時代
2022年、4月28日までにイースタン・リーグでリリーフとして12試合に登板し、防御率3.00、26三振（奪三振率15.60）を記録。4月29日に支配下選手登録され、背番号は96となった。同日の阪神タイガース戦（東京ドーム）で救援投手として一軍初登板。2イニングを無失点に抑え、2つの三振を奪う好投を見せた。なお、この試合では新しいユニフォームが間に合わず、前日までの背番号である「019」のユニフォームを着用して登板した。

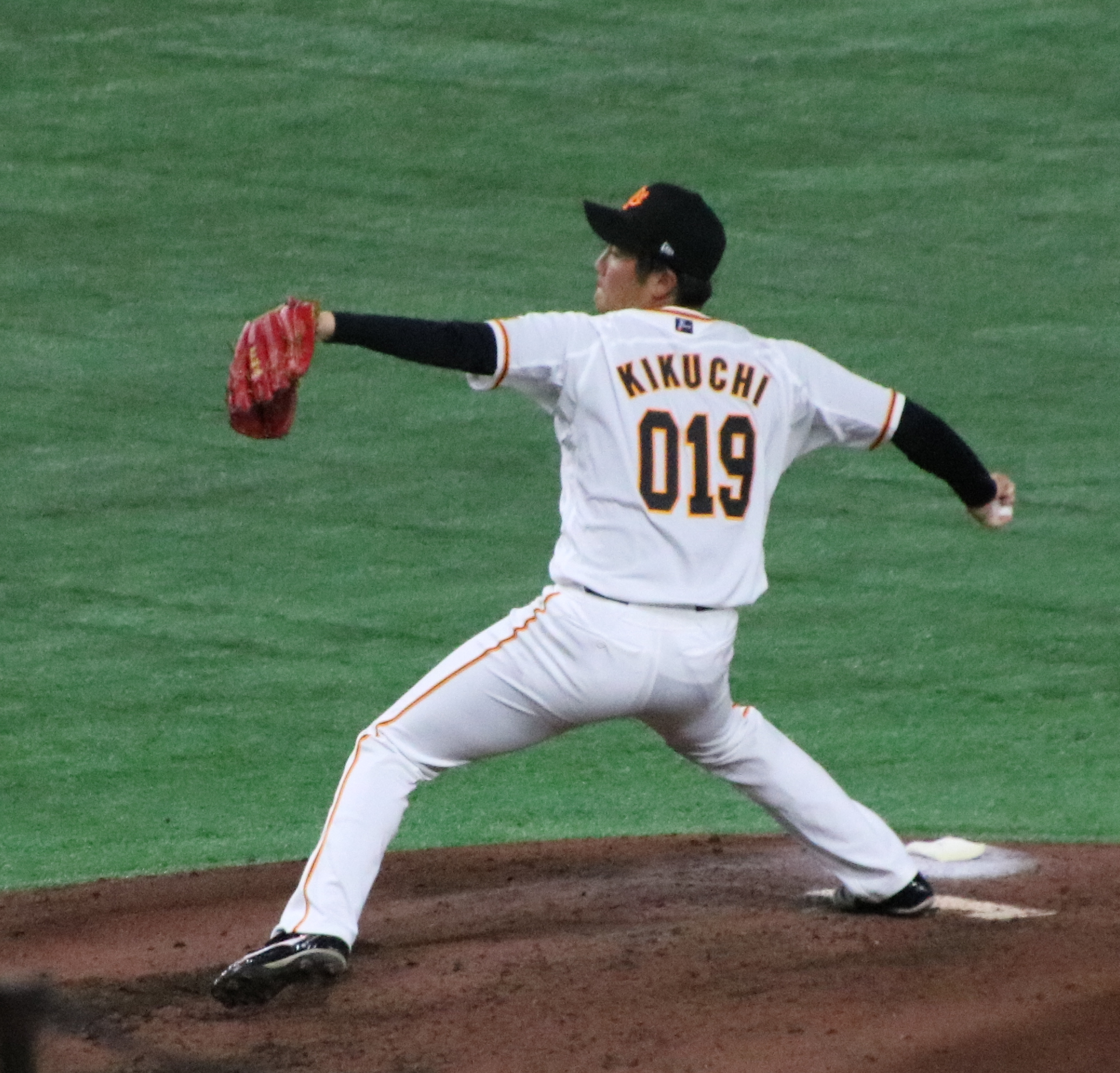
2022年4月29日 東京ドームにて。背番号019にて登板した。

6月20日に登録を抹消。その後は二軍で再調整し、24登板で防御率2.20を記録。7月14日に再昇格するも、同月19日に特例2022で登録を抹消した。最終的には16試合に登板し防御率5.60を記録した。一方、二軍では39試合に登板し2勝11セーブ防御率2.20、44回2/3で66奪三振、奪三振率13.30を記録し、イースタン優秀選手賞に選出された。オフには300万円増の700万円で契約を更改した。
2023年は、イースタン・リーグで6試合に登板し、防御率は1.64・18奪三振を記録し5月2日に一軍へ昇格する。同月14日の広島東洋カープ戦で12回一死満塁で登板し適時打を許すも、後続を断ち味方が逆転したためプロ初勝利を記録した。夏場以降は僅差の場面での登板が増え、10月3日の中日ドラゴンズ戦ではプロ初セーブも挙げた。最終的にはチーム2位となる50試合に登板し4勝4敗1セーブ11ホールド、防御率3.40とフル回転した。オフには2300万円増の3000万円で契約を更改した。12月19日、一般女性と結婚したことを発表した。
2024年はイースタン・リーグで36試合に登板し、6勝2敗1セーブ、防御率1.00、奪三振率11.25を記録するも、一軍出場なしに終わった。10月26日に、球団より育成再契約を前提とした自由契約とすることを通告され、11月19日に600万円減となる推定年俸2400万円で育成再契約に合意した。背番号は001となった。

## 選手としての特徴・人物
身長186cmの恵まれた体格から最速154km/hの直球を投げる大型右腕。縦に割れるスライダーとフォークが武器で、そのコンビネーションで高い三振奪取能力が有する。
5歳から中学3年まで続けた柔道は初段（黒帯）。得意技は背負投。
離島甲子園の際に指導を受けた村田兆治とはプロ入り後も連絡があり、対談した時にはフォークを伝授された。
目標の選手は大谷翔平、佐々木朗希、アロルディス・チャップマンの名前を挙げている。
2023年度から「足袋型スパイク」を使用している。

## 詳細情報

### 年度別投手成績
| 年 度     | 球 団     | 登 板 | 先 発 | 完 投 | 完 封 | 無 四 球 | 勝 利 | 敗 戦 | セ 丨 ブ | ホ 丨 ル ド | 勝 率 | 打 者 | 投 球 回 | 被 安 打 | 被 本 塁 打 | 与 四 球 | 敬 遠 | 与 死 球 | 奪 三 振 | 暴 投 | ボ 丨 ク | 失 点 | 自 責 点 | 防 御 率 | W H I P |
| --------- | --------- | ----- | ----- | ----- | ----- | -------- | ----- | ----- | -------- | ----------- | ----- | ----- | -------- | -------- | ----------- | -------- | ----- | -------- | -------- | ----- | -------- | ----- | -------- | -------- | ------- |
| 2022      | 巨人      | 16    | 0     | 0     | 0     | 0        | 0     | 2     | 0        | 0           | .000  | 82    | 17.2     | 16       | 2           | 13       | 0     | 1        | 21       | 2     | 0        | 13    | 11       | 5.60     | 1.64    |
| 2023      | 巨人      | 50    | 0     | 0     | 0     | 0        | 4     | 4     | 1        | 11          | .500  | 193   | 47.2     | 40       | 4           | 16       | 1     | 1        | 55       | 0     | 0        | 19    | 18       | 3.40     | 1.17    |
| 通算：2年 | 通算：2年 | 66    | 0     | 0     | 0     | 0        | 4     | 6     | 1        | 11          | .400  | 275   | 65.1     | 56       | 6           | 29       | 1     | 2        | 76       | 2     | 0        | 32    | 29       | 3.99     | 1.30    |

- 2024年度シーズン終了時

### 年度別守備成績
| 年 度 | 球 団 | 投手  | 投手  | 投手  | 投手  | 投手  | 投手     |
| 年 度 | 球 団 | 試 合 | 刺 殺 | 補 殺 | 失 策 | 併 殺 | 守 備 率 |
| ----- | ----- | ----- | ----- | ----- | ----- | ----- | -------- |
| 2022  | 巨人  | 16    | 0     | 2     | 1     | 0     | .667     |
| 2023  | 巨人  | 50    | 0     | 5     | 0     | 0     | 1.000    |
| 通算  | 通算  | 66    | 0     | 7     | 1     | 0     | .875     |

- 2024年度シーズン終了時

### 記録
初記録
- 初登板：2022年4月29日、対阪神タイガース7回戦（東京ドーム）、4回表に2番手で救援登板、2回無失点[12]
- 初奪三振：同上、4回表に小幡竜平から見逃し三振
- 初ホールド：2023年5月4日、対東京ヤクルトスワローズ6回戦（東京ドーム）、7回表一死に4番手で救援登板、2/3回無失点[36]
- 初勝利：2023年5月13日、対広島東洋カープ8回戦（東京ドーム）、12回表一死に6番手で救援登板・完了、2/3回無失点[37]
- 初セーブ：2023年10月3日、対中日ドラゴンズ25回戦（バンテリンドーム ナゴヤ）、9回裏に3番手で救援登板・完了、1回無失点

### 背番号
- 019（2022年 - 同年4月28日）
- 96（2022年4月29日 - 2024年）
- 001（2025年 - 同年7月29日）
- 68（2025年7月29日 -）

### 登場曲
- 「星空のディスタンス」THE ALFEE（2023年 - ）